# Paolo Serpi
Paolo Serpi (* 1958 in Rom) ist ein italienischer Diplomat, der seit 19. Januar 2017 Botschafter in Dublin ist.

## Leben
Serpi schloss 1981 ein Studium der Rechtswissenschaft an der Universität La Sapienza ab.
1983 trat er in den auswärtigen Dienst und wurde bis 1987 im Außenministerium in Rom beschäftigt. Von 1987 bis 1989 war er in der Ständigen Vertretung Italiens beim Büro der Vereinten Nationen in Genf tätig, von 1994 bis 1996 in der Abteilung Wirtschaft, und 1997 wechselte er zur EU in Brüssel. 1999 wurde er zum Gesandtschaftsrat erster Klasse ernannt.
Nach einer weiteren Beförderung zum Gesandtschaftsrat erster Klasse 2001 arbeitete er bis 2008 in Washington, D.C. in der Abteilung Europäische Union. Danach war er für ein Jahr Sonderbeauftragter  für Turkmenistan und Koordinator für Zentralasien und Energie.
Von 1. Dezember 2010 bis April 2015 war er Botschafter in Caracas (Venezuela), danach für zwei Jahre Mitarbeiter in der Abteilung Karibik und Abteilung III Subsahara-Afrika. Von 2017 bis 2018 hatte er den nichtständigen Sitz Italiens im Sicherheitsrat der Vereinten Nationen inne. Ab 2016 war er direkt Caterina Bertolini, Generaldirektorin für Globalisierung und Globale Fragen und Sondergesandte des Ministeriums für die Karibikländer unterstellt. Seit 22. Januar 2018 ist er Botschafter in Dublin (Irland).
2010 erhielt er die Auszeichnung Commendatore dell’Ordine al Merito della Repubblica Italiana.
| Vorgänger                        | Amt                                            | Nachfolger     |
| -------------------------------- | ---------------------------------------------- | -------------- |
| Luigi Maccotta                   | Italienischer Botschafter in Caracas 2010–2015 | Silvio Mignano |
| Giovanni Adorni Braccesi Chiassi | Italienischer Botschafter in Dublin seit 2018  | —              |